# Myrmica huaii
Myrmica huaii (лат.) — вид мелких муравьёв рода Myrmica (подсемейство мирмицины). Китай.

## Распространение
Южная Азия: Китай, Шэньси, Huangbaiyuan, 33°59’48"N, 107°17’42"E, 1927 м.

## Описание
Мелкие коричневые муравьи длиной около 5 мм с длинными шипиками заднегруди (голова и брюшко до чёрного). Тело с отстоящими волосками. Голова овальная, вытянутая, длина головы от 1,48 до 1,55 мм; ширина головы от 1,21 до 1,29 мм. Скапус усика рабочих изогнут у основания, но без зубца или лопасти на изгибе. Скапус средней длины (его длина от 1,20 до 1,31 мм), он не превосходит затылочный край головы. Стебелёк между грудкой и брюшком состоит из двух члеников: петиолюса и постпетиолюса (последний четко отделен от брюшка), жало развито, куколки голые (без кокона). Брюшко гладкое и блестящее. Особенности биологии не исследованы.

## Систематика
Близок к видам из группы Myrmica pachei-group по форме основания усика рабочих и другим признакам. Сходен с такими видами как M. schulzi и M. phalacra. Вид был впервые описан в 2016 году китайскими энтомологами и Ж. Ченом (Zhilin Chen; Guangxi Key Laboratory of Rare and Endangered Animal Ecology, Guangxi Normal University, Гуйлинь, Гуанси), Ш. Жоу (Shanyi Zhou; College of Life Sciences, Guangxi Normal University) и Ж. Хуангом (Jianhua Huang; College of Forestry, Central South University of Forestry and Technology, Чанша, Хунань, Китай). Название вида M. huaii дано в честь известного китайского художника Huaisu (кит. трад. 懷素, упр. 怀素, пиньинь Huáisù, Su Huai, 737—799) из времён правления династии Тан.